# Набережный (Пермский край)
Набережный — посёлок в Красновишерском районе Пермского края. Входит в состав Красновишерского городского поселения.

## Географическое положение
Расположен на левом берегу реки Вишера, примерно в 7 км к северу от центра района, города Красновишерск.

## Население
| 2010 |
| ---- |
| 354  |

## Улицы[2]
- Ващенко ул.
- Геологов ул.
- Лесная ул.
- Речная ул.

## Топографические карты
- Лист карты P-40-127,128 Красновишерск. Масштаб: 1 : 100 000. Состояние местности на 1982 год. Издание 1988 г.